# Club Atlético Chacarita Juniors
Club Atlético Chacarita Juniors este un club de fotbal din argentina cu sediul în Villa Maipú, San Martín Provincia Buenos Aires.Echipa susține meciurile de acasă pe Stadionul Chacarita Juniors cu o capacitate de 24.300 de locuri.